# Viola brevistipulata
Viola brevistipulata (Franch. & Sav.) W.Becker – gatunek roślin z rodziny fiołkowatych (Violaceae). Występuje naturalnie w Japonii (na wyspach Hokkaido i Honsiu) oraz Rosji (w Kraju Nadmorskim i na Wyspach Kurylskich). 

## Morfologia

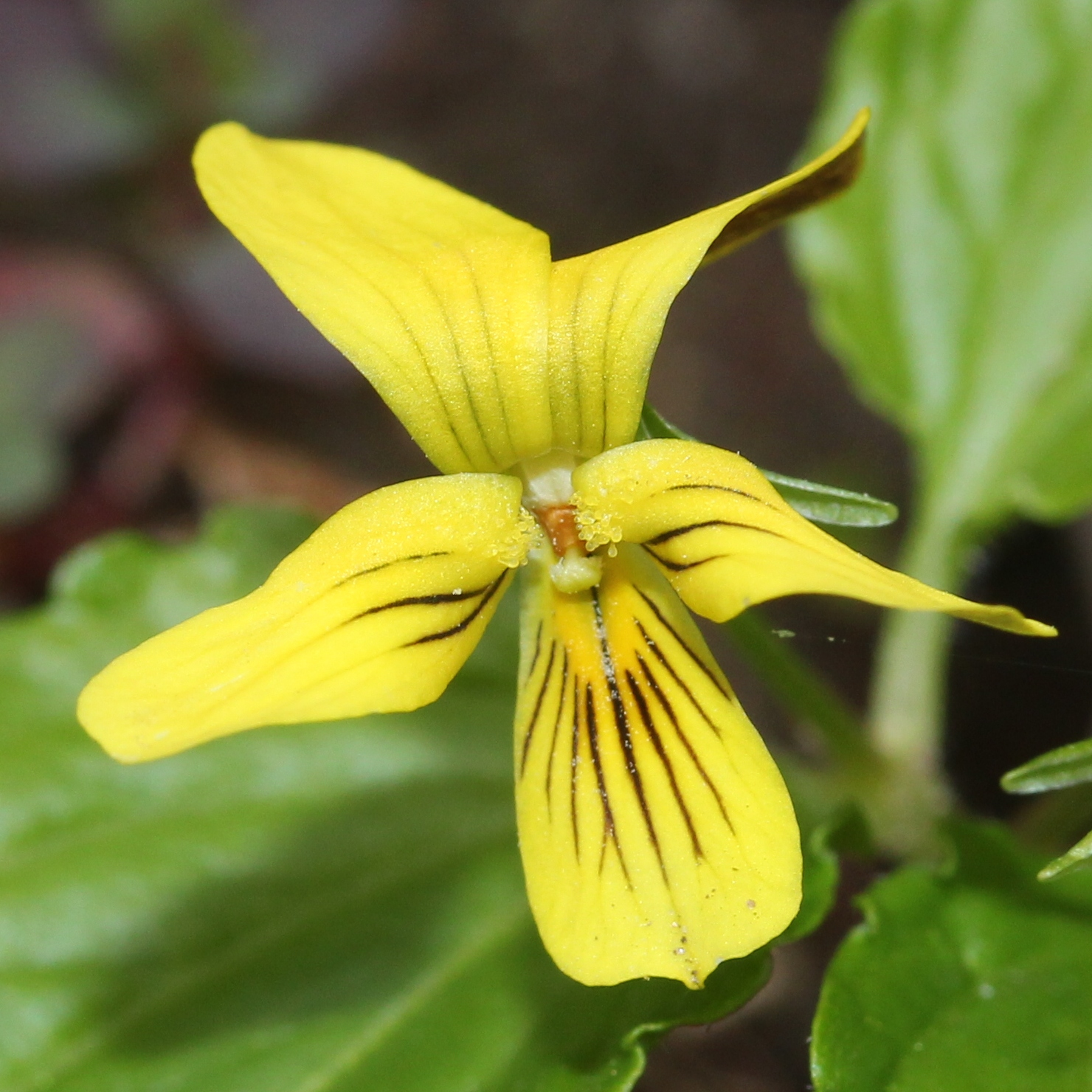
Kwiat

PokrójBylina dorastająca do 10–30 cm wysokości, tworzy kłącza.
LiścieBlaszka liściowa ma owalny lub sercowaty kształt. Mierzy 3–10 cm długości oraz 2–9 cm szerokości, jest karbowana i piłkowana na brzegu, ma sercowatą lub tępą nasadę i spiczasty lub ostry wierzchołek. Ogonek liściowy jest nagi i ma 5–20 mm długości. Przylistki są owalne i osiągają 3–7 mm długości.
KwiatyPojedyncze, wyrastające z kątów pędów. Mają działki kielicha o lancetowatym kształcie i dorastające do 5 mm długości. Płatki są odwrotnie jajowate i mają żółtą barwę, płatek przedni jest z purpurowymi żyłkami, wyposażony w obłą ostrogę o długości 1 mm.

## Biologia i ekologia
Rośnie w lasach. 